# Villeneuve-de-la-Raho
Villeneuve-de-la-Raho es una comuna francesa situada en el departamento de Pirineos Orientales, en la región de Occitania.

## Demografía
| 615 | 630 | 908 | 1234 | 3189 | 3625 | 4416 |
| Para los censos de 1962 a 1999 la población legal corresponde a la población sin duplicidades (Fuente: INSEE [Consultar]) |     |     |      |      |      |      |